# Adela Asúa Batarrita
Adela Asúa Batarrita (Bilbau, 1948) é uma advogada, jurista, professora universitária e catedrática espanhola.
É professora de Direito penal na Universidade do País Basco desde 1994. Foi conselheira permanente do Conselho de Estado — órgão consultivo máximo do Governo da Espanha — e presidente da Nona Seção deste órgão entre 2020 e 2023.
Foi magistrada do Tribunal Constitucional entre 2011 e 2017 e exerceu o cargo de vice-presidente do Tribunal entre 2013 e 2017.

## Biografia
Estudou Direito na Universidade de Deusto e licenciou-se, em 1971. Obteve o diploma superior em Criminologia na Universidade Complutense de Madrid, em 1977 e obteve o doutorado em Direito, em 1981 (em castelhano:  La reincidencia y los fines de la pena).
De 1972 a 1976 atuou como advocacia, inscrita na Ordem dos Advogados de Biscaia. De 1981 a 1985, foi magistrada substituta no Tribunal Territorial de Biscaia, mas finalmente optou pelo ensino e pela investigação.
De 1972 a 1988 foi professora na Faculdade de Direito da Universidade de Deusto. Professora de Direito Penal, de 1972 a 1984 e professora titular de Direito Penal de 1984 a 1988.
Em 1988, ingressou na Universidade Pública do País Basco e atuou como professora de Direito Penal até 1993 e, desde 1994, como professora titular de Direito Penal.
Foi vice-reitora da Faculdade de Direito do País Basco (Biscaia) e, desde junho de 2009, fazia parte da Uniqual, agência de avaliação da qualidade do sistema universitário basco, dependente do Departamento de Governo Basco responsável por esta matéria.
Membro entre as décadas de 1980 e 1990 da Associação para os Direitos Humanos e tendo colaborado regularmente com o Gesto por la Paz, o seu trabalho acadêmico e científico no domínio do direito penal tem-se centrado na corrupção, na problemática do non bis in idem, no direito processual, nos crimes e agressões sexuais numa perspectiva de gênero, terrorismo e evolução da jurisprudência constitucional do Tribunal Europeu dos Direitos Humanos. Participou ativamente como membra da comissão de peritos nomeada pelo Ministério da Justiça para a reforma do Código Penal, tendo como seu chefe na época, Juan Alberto Belloch.
Foi proposta pelo Senado — com acordo prévio do Parlamento Basco — como juíza do Tribunal Constitucional e nomeada por força do decreto real de 29 de dezembro de 2010. Por proposta do mesmo plenário, em 19 de junho de 2013, foi nomeada vice-presidente deste tribunal. Deixou de exercer cargos e funções, em 10 de março de 2017, em razão do término do prazo de seu mandato, embora isso só tenha entrado em vigor com a posse de seu sucessor. Durante esta fase, foi ideologicamente identificada como progressista.
Em 29 de outubro de 2020, foi nomeada conselheira permanente e presidente da Nona Seção do Conselho de Estado, tomando posse em 26 de novembro do mesmo ano.

## Publicações

### Livros
- Reincidência. Sua evolução jurídica, doutrinária e jurisprudencial nos códigos penais do século XIX Bilbau. Publicações da Universidade de Deusto, 1982. 494 pp. -
- O pensamento penal de Beccaria: sua relevância. ASUA BATARRITA, A. (Coordenador) SOB FERNANDEZ, M. , GÓMEZ BENÍTEZ, J. , LUZON PEÑA, DM TORIO LOPEZ, A. Publicações da Universidade de Deusto, 1990. 109 pp.
- Regime aberto nas prisões. ASUA, A. (Coordenação)- BALMASEDA, J. - MANZANOS, C.-SAINZ DE ROZAS, R. Vitória, Governo Basco, 1992, 252 pp.
- Crimes contra a Administração Pública, Bilbao, Instituto Basco de Administração Pública, Bilbao 1997, 523 pp.
- Conferência sobre o novo código penal de 1995, Bilbao, Universidade do País Basco, 1998. 280 pp.
- Mitigar a reparação e a confissão. Erros da orientação utilitarista, GARRO CARRERA, E. / ASUA BATARRITA, A. Tirant lo Blanch. Valência 2008, 160 pp.
- Eventos pós-criminais e sistema de individualização da pena, ASUA BATARRITA, A. / GARRO CARRERA, E. (Eds.) Bilbao, Universidade do País Basco 2009, 266pp.

### Artigos e colaborações em livros (selecionados)
- “Estupro: sentenças em revisão”, na Revista Emakunde, número 20, sobre Justiça e mulheres, setembro de 1995, p. 29-31.
- “As agressões sexuais no novo código penal: regulação jurídica e imagens culturais”, in O novo código penal numa perspectiva de género, Instituto da Mulher Emakunde-Basque, Vitória 1998, pp. 45-101.
- “Defesa do terrorismo e colaboração com gangues armadas: delimitação das respectivas áreas típicas. (Comentário à decisão da Corte Suprema de 27 de novembro de 1997)”, in La Ley, 4 de junho de 1998, pp. 1-6.
- “Conceito jurídico de terrorismo e elementos subjetivos de finalidade: finalidades políticas últimas e finalidades de terror instrumental”, em ECHANO BASALDUA (coord.) Estudos Jurídicos em Memória de José María Lidón, Bilbao 2002, p. 41-85.
- “Os novos crimes de “violência doméstica” após a reforma da LO 11/2003, de 29 de setembro” in Cuadernos Penales José María Lidón, Bilbao 2004, p. 99-121.
- “Criminologia e Multiculturalismo. Medidas e propostas internacionais de tratamento jurídico para a erradicação da mutilação genital feminina” in Eguzkilore, n. 18 2004, pág. 83-101.
- “O significado da violência sexual contra a mulher e a reformulação da proteção penal nesta área. Inércias jurisprudenciais” in LAURENZO COPELLO, P./ MAQUEDA ABREU M. EU. /RUBIO CASTRO, AM (Coords.) Gênero, Violência e Direito, Tirant lo Blanch, Valencia 2008, p. 131-170.

## Ligaçõs externas
- Transcrição do comparecimento de Adela Asúa e dos demais candidatos ao Tribunal Constitucional na Comissão de Nomeação do Senado em 15 de julho de 2010
- Entrevista com Adela Asua sobre sua história pessoal e sua profissão Eitb 2015